# Ecotype

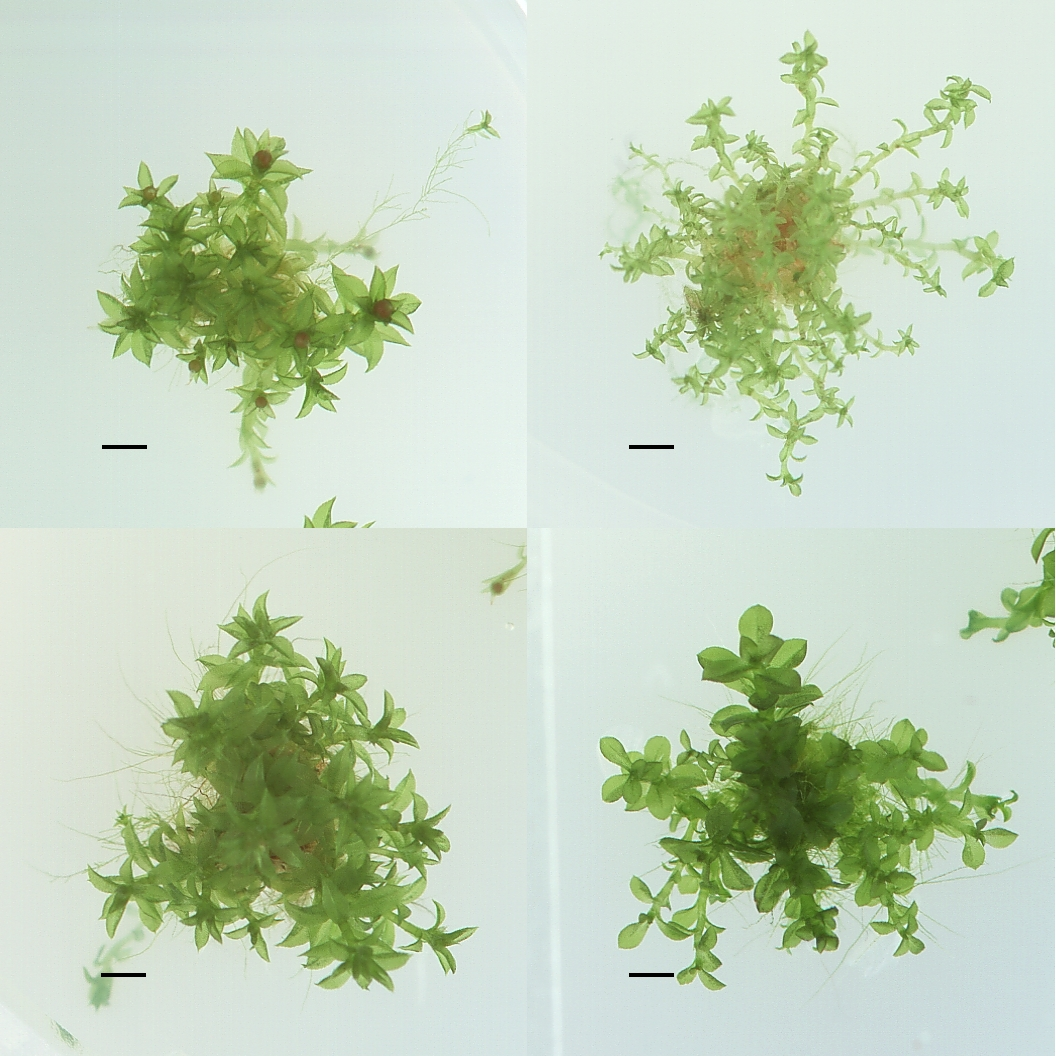
Ecotypes van Physcomitrella patens

Een ecotype (of oecotype) is een onderscheidbare eenheid van een soort (dier, plant of een ander organisme) dat door zijn eigenschappen nauw verbonden is met zijn habitat.
Door natuurlijke selectie is het genotype aangepast aan een bepaald, beperkt milieu. In tegenstelling tot een landras wordt een ecotype niet door menselijk ingrijpen in stand gehouden. Een ecotype heeft geen formele taxonomische betekenis en is taxonomisch vergelijkbaar met een ondersoort, variëteit of forma.
Zo wordt er van de sotalia twee ecotypen onderscheiden. Het ene ecotype komt voor in de riviermonden van Zuid-Amerikaanse rivieren en het andere ecotype in het zuiden van de Atlantische Oceaan. Van de zandraket zijn er wereldwijd meer dan 750 verschillende ecotypen verzameld.